# Selección de baloncesto de Israel
La selección de baloncesto de Israel (נבחרת של ישראל בכדורסל) es el equipo formado por jugadores de nacionalidad israelí que representa a la Asociación de Baloncesto de Israel en las competiciones internacionales organizadas por la Federación Internacional de Baloncesto (FIBA) o el Comité Olímpico Internacional (COI): los Juegos Olímpicos, la Copa Mundial de Baloncesto y el EuroBasket.
Israel se ha clasificado para el EuroBasket 30 veces a lo largo de su historia. También han hecho dos apariciones en la Copa del Mundo y una en los Juegos Olímpicos. Israel también participó en los Juegos Asiáticos de 1966 a 1974. El mayor éxito que ha tenido Israel en el escenario internacional hasta la fecha es terminar como subcampeón en el EuroBasket de 1979, además de ganar dos medallas de oro (1966, 1974), y una medalla de plata (1970) en los Juegos Asiáticos.

## Plantilla
- Lista de jugadores convocados para los partidos clasificatorios a la Copa del Mundo FIBA 2023 el 30 de junio y el 3 de julio de 2022 contra Polonia y Estonia.[2]

## Historial

### Copa Mundial
Resultado General: 36.º puesto
| Copa Mundial de Baloncesto |
| --- |
| - 1950: No calificó - 1954: 8° Lugar - 1959: No calificó - 1963: No calificó - 1967: No calificó - 1970: No calificó - 1974: No calificó - 1978: No calificó - 1982: No calificó - 1986: 7° Lugar - 1990: No calificó - 1994: No calificó - 1998: No calificó - 2002: No calificó - 2006: No calificó - 2010: No calificó - 2014: No calificó - 2019: No calificó - 2023: No calificó - 2027: TBD |

### Juegos Olímpicos
| Baloncesto en los Juegos Olímpicos |
| --- |
| - Berlín 1936: No calificó - Londres 1948: No calificó - Helsinki 1952: 20° Lugar - Melbourne 1956: No calificó - Roma 1960: No calificó - Tokio 1964: No calificó - México 1968: No calificó - Múnich 1972: No calificó - Montreal 1976: No calificó - Moscú 1980: No calificó - Los Ángeles 1984: No calificó - Seúl 1988: No calificó - Barcelona 1992: No calificó - Atlanta 1996: No calificó - Sídney 2000: No calificó - Atenas 2004: No calificó - Pekín 2008: No calificó - Londres 2012: No calificó - Río 2016: No calificó - Tokio 2020: No calificó - París 2024: No calificó |

### EuroBasket
| EuroBasket |
| --- |
| - 1935: No participó - 1937: No participó - 1939: No participó - 1946: No participó - 1947: No participó - 1949: No participó - 1951: No participó - 1953: 5° Lugar - 1955: No participó - 1957: No participó - 1959: 11° Lugar - 1961: 11° Lugar - 1963: 9° Lugar - 1965: 6° Lugar - 1967: 8° Lugar - 1969: 11° Lugar - 1971: 11° Lugar - 1973: 7° Lugar - 1975: 7° Lugar - 1977: 5° Lugar - 1979: - 1981: 6° Lugar - 1983: 6° Lugar - 1985: 9° Lugar - 1987: 11° Lugar - 1989: No participó - 1991: No participó - 1993: 15° Lugar - 1995: 9° Lugar - 1997: 9° Lugar - 1999: 9° Lugar - 2001: 10° Lugar - 2003: 7° Lugar - 2005: 9° Lugar - 2007: 11° Lugar - 2009: 15° Lugar - 2011: 13° Lugar - 2013: 21° Lugar - 2015: 10° Lugar - 2017: 21° Lugar - 2022: 17° Lugar - 2025: TBD |

## Palmarés
- EuroBasket:
  -  Subcampeón (1): 1979

- Juegos Asiáticos:
  -   Campeón (2): 1966, 1974
  -  Subcampeón (1): 1970